# Notoscincus butleri
Notoscincus butleri är en ödleart som beskrevs av  Storr 1979. Notoscincus butleri ingår i släktet Notoscincus och familjen skinkar. Inga underarter finns listade i Catalogue of Life.
Denna ödla förekommer i nordvästra Western Australia i Australien. Habitatet är gräsmarker med gräs av släktet Spinifex. Honor lägger ägg.
Beståndet påverkas i viss mån av den introducerade gräsarten Cenchrus ciliaris. Hela populationen antas vara stor. IUCN listar arten som livskraftig (LC).